# Складчастість консеквентна
Складчастість консеквентна (рос. складчатость консеквентная, англ. consequent folding, нім. konsequentes Faltung f) – складчастість гірських порід, що успадковує план раніше виниклої складчастості, й розвивається з ще більшою інтенсивністю.
Наслідками консеквентної складчастості є консеквентна долина, консеквентний стік і т.д.